# محمد شریفی مقدم
محمّد شریفی مقدم (زادهٔ ۱۳۴۰، بادرود)، کارشناس پرستاری، کارشناسی ارشد کار آفرینی و عهده‌دار سمت دبیرکلی خانه پرستار است. وی سابقه سوپروایزر بیمارستان امام خمینی تهران دارد. همچنین در سه دوره عضویت در هیئت مدیره نظام پرستاری تهران و شورایعالی، قائم مقام و معاون سازمان نظام پرستاری بوده و یکی از افراد پرنفوذ و چهره شاخص پرستاری در دفاع از حقوق پرستاران است.

## مهاجرت پرستاران
محمد شریفی‌مقدم، دبیرکل خانه پرستار ایران کسی بود که از افزایش ۳۰۰ درصدی اقدام پرستاران برای مهاجرت در شرایط شیوع کرونا گفته‌است.
شریفی‌مقدم دلیل این افزایش را جذابیت‌های کشورهای مقصد و مشکلات موجود در ایران دانست. او گفته در کشوری مانند سوئد که برای هر هزار نفر ۹ پرستار دارد، به دلیل فشار کار نیروهای آنها استعفا کرده‌اند. حالا خودتان ببینید چه فشاری روی پرستارهای ما وجود دارد با این تعداد کم.
شریفی‌مقدم دربارهٔ نسبت تعداد پرستاران به جمعیت ایران آماری ارائه نکرد.
او میزان کم حقوق و مزایای پرستاران و تأخیر در پرداخت آن را یکی از دلایل مهاجرت پرستاران دانست. در یکسال گذشته، همزمان با شیوع کرونا، کادر درمان چندین بار دربارهٔ حقوق معوقه اعتراض کرده‌اند.

## راه اندازی کارزار حمایت از پرستاران
در اردیبهشت ۱۴۰۰ تأخیر در واکسیناسیون نیروهای پرستاری و سهل‌انگاری در مدیریت بحران کرونا به خصوص خودداری از اعلام ماندن اجباری در خانه‌ها در ایام نوروز، بیش از هشت هزار پرستار را بر آن داشت تا به گفتهٔ شریفی‌مقدم به کارزاری با عنوان «خون‌نامه پرستاران» بپیوندند. محمد شریفی‌مقدم علت راه اندازی کارزار را اعتراض به نظام پرستاری عنوان کرد.

## محکومیت قضایی
محمد شریفی مقدم، به اتهام برگزاری تجمع اعتراض آمیز پرستاران کشور مقابل مجلس شورای اسلامی در آبان ماه ۱۳۹۳ به تبعید به اسلام شهر محکوم شد.